# Centruroides chanae
Espèce
Centruroides chanae est une espèce de scorpions de la famille des Buthidae.

## Distribution
Cette espèce est endémique du Mexique. Elle se rencontre au Guerrero vers [[]] et au Michoacán vers [[]].

## Description
Le mâle holotype mesure 42,4 mm, les mâles mesurent de 38 à 42,6 mm et les femelles de 33,2 à 34,4 mm.

## Étymologie
Cette espèce est nommée en l'honneur de Kendra Chan.

## Publication originale
- Goodman, Prendini, Francke & Esposito, 2021 : « Systematic Revision of the Arboreal Neotropical Thorellii Clade of Centruroides Marx, 1890, Bark Scorpions (Buthidae C.L. Koch, 1837) with Descriptions of Six New Species. » Bulletin of the American Museum of Natural History, no 452, p. 1-92 (texte intégral).